# His Hand in Mine
His Hand in Mine é o primeiro LP gospel de Elvis Presley e o segundo disco desse gênero, o primeiro foi um EP lançado em 1957 chamado Peace in the Valley. His Hand in Mine foi uma homenagem de Elvis Presley à sua mãe morta em 1958, um pouco antes de Elvis ir para o exército, foi um disco que causou uma certa controvérsia, já que o empresário Tom Parker e os donos da gravadora, não queriam que Elvis gravasse um disco gospel, entretanto, Elvis insistiu em seu propósito de realizar um LP gospel, tornando-o uma realidade, ocasionando em um grande sucesso de vendas e crítica. Mostrando o seu apreço por esse tipo de música, Elvis declarou: "Esse disco será uma forma de mostrar minha gratidão para com os quartetos gospel. Acho que praticamente conheço todos os hinos já feitos. Adoro ficar sozinho ao piano, em Graceland, tocando essa música". Foi certificado em ouro em 1969 e em platina em 1992 pela Recording Industry Association of America.

## Outras informações
- Por ter sido feito principalmente em homenagem a sua mãe e por isso mesmo Elvis se dedicou inteiramente a concepção deste disco, participando ativamente da produção e arranjos, sempre foi um álbum especial para Elvis, que sempre disse ser um de seus preferidos. Segundo as próprias palavras de Elvis este disco era "um trabalho de amor".
- Elvis participou de todos os arranjos, de todo o trabalho referente a direção musical, podemos afirmar que Elvis monopolizou todas as fases da produção do álbum, além disso, escolheu as canções pessoalmente, levando em conta a importância delas em sua vida, por isso o disco é recheado de canções da metade do século XX, algumas são mais agitadas, enquanto que outras, são do estilo spirituals.
- Como era de costume, Elvis resolvia modificar o arranjo das canções originais. Para isso ele realçava ainda mais a presença dos quartetos gospel que o acompanhava. Depois também modificava o acompanhamento instrumental dando destaque especial, por vezes, ao piano, no caso de "His Hand in Mine" substituindo o órgão. No caso da música título, Elvis resolveu trocar a seqüência original do refrão, aproveitando assim para modificar o tempo da canção. Podemos afirmar que Elvis reconstruía uma música ao seu gosto e como já são avaliadas hoje em dia, suas escolhas se tornaram de ótima qualidade. Em outras ocasiões ele mudava uma canção que era lenta e melancólica. Todos são unânimes em afirmar que Elvis tinha ritmo correndo em suas veias. Em muitas músicas gospel Elvis trazia o gingado típico das canções de R&B. Seus historiadores e biógrafos dizem que misturar gêneros e até de certo ponto fundi-los, sempre foi uma coisa natural para Elvis, que diga-se de passagem, odiava rotular qualquer tipo de ritmo ou música. Ele não queria de forma alguma distinguir as canções de que gostava, para ele pouco importava o rótulo que a imprensa dava, já que para Elvis, isso não tinha a mínima importância, pois para ele tudo era música, tudo era mágica.

## Faixas
1. "His Hand In Mine" - 3:19
2. "I'm Gonna Walk Dem Golden Stairs" - 1:52
3. "In My Father's House" - 2:06
4. "Milky White Way" - 2:15
5. "Known Only To Him" - 2:08
6. "I Believe In The Man In The Sky" - 2:12
7. "Joshua Fit The Battle" - 2:41
8. "He Knows Just What I Need" - 2:13
9. "Swing Down, Sweet Chariot" - 2:34
10. "Mansion Over The Hilltop" - 2:57
11. "If We Never Meet Again" - 1:59
12. "Working On The Building" - 1:52

## Paradas musicais
- Estados Unidos - 13º - Billboard Pop - 1961
- Inglaterra - 3º - NME - 1961

## Músicos
- Elvis Presley: Voz e Guitarra
- Scotty Moore: Guitarra e Baixo
- Hank Garland: Guitarra
- D.J. Fontana: Bateria
- Murrey "Buddy" Harman: Bateria
- Floyd Cramer: Piano
- The Jordanaires, Millie Kirkham e Charlie Hodge: Vocais